# Траффорд, Джеймс
Джеймс Ха́ррингтон Тра́ффорд (англ. James Harrington Trafford; родился 10 октября 2002) — английский футболист, вратарь клуба «Манчестер Сити».

## Клубная карьера
Выступал за футбольные академии клубов «Карлайл Юнайтед» и «Манчестер Сити».
В сезоне 2021/22 выступал в Лиге 1 за «Аккрингтон Стэнли» на правах аренды.
С января 2022 года выступал в Лиге 1 за «Болтон Уондерерс» на правах аренды. В своих первых четырёх матчах за «рысаков» не пропустил ни одного мяча, что стало лучшим дебютом вратаря за всю историю «Болтон Уондерерс». В сезоне 2022/23 вновь выступал за «Болтон Уондерерс» на правах аренды. Провёл в сезоне 26 «сухих» матчей, включая рекордную серию из девяти матчей без пропущенных мячей на домашнем стадионе.
20 июля перешёл в «Бернли» за 15 млн фунтов, дополнительные 4 млн фунтов предусмотрены в виде бонусов. 11 августа 2023 года дебютировал за клуб в матче Премьер-лиги против «Манчестер Сити». В сезоне 2023/24 сыграл 28 матчей, а его клуб покинул Премьер-лигу.
29 июля 2025 года перешёл в «Манчестер Сити» за 27 млн фунтов, подписав пятилетний контракт.

## Карьера в сборной
В 2023 году в составе сборной Англии до 21 года выиграл молодёжный чемпионат Европы, не пропустив ни одного мяча в свои ворота в шести матчах турнира.
21 мая 2024 года был включён в предварительный состав главной сборной Англии, составленный Гаретом Саутгейтом из 33 игроков, которые могут принять участие на Евро-2024.

## Достижения
Сборная Англии (до 21 года)
- Чемпион Европы среди юношей до 21 года: 2023